# Annette Wieviorka
Annette Wieviorka, född 10 januari 1948 i Paris, är en fransk historiker och författare, specialiserad på Förintelsen och judarnas historia.